# Anastatus viridicaput
Anastatus viridicaput är en stekelart som beskrevs av Charles Joseph Gahan 1934. Anastatus viridicaput ingår i släktet Anastatus och familjen hoppglanssteklar.
Artens utbredningsområde är Puerto Rico. Inga underarter finns listade i Catalogue of Life.